# تئودور دوبوآ
کلمنت فرانسوا تئودور دوبوآ (فرانسوی: Clément François Théodore Dubois‎؛ ۲۴ اوت ۱۸۳۷ – ۱۱ ژوئن ۱۹۲۴) آهنگساز، استاد دانشگاه و آموزگار موسیقی اهل فرانسه بود.
دوبوآ پس از تحصیل در کنسرواتوار پاریس، برندهٔ جایزه بزرگ رم در سال ۱۸۶۱م شد. او سپس به‌عنوان ارگ‌نواز و رهبر گروه کر در چندین کلیسای معروفِ پاریس مشغول به فعالیت شد و هم‌زمان در مقام استادی، به تدریس در کنسرواتوار پاریس پرداخت. وی در این کنسرواتوار از سال ۱۸۷۱ تا ۱۸۹۱ هارمونی، و از سال ۱۸۹۱ تا ۱۸۹۶، آهنگسازی آموزش می‌داد و تا زمانی که جانشین آمبرواز توما به‌عنوان مدیر کنسرواتوار شد، به تدریس پرداخت. او بعد از تصدی مدیریت، برنامه درسی کاملاً محافظه‌کارانهٔ قبلی خود را ادامه داد و پس از اینکه رسوایی در مورد تلاش دانشکده برای تقلب در مسابقهٔ «جایزه بزرگ رم» برای جلوگیری از پیروزی موریس راول آهنگساز مدرنیست به‌وجود آمد، مجبور به بازنشستگی زودهنگام شد.
دوبوآ در آهنگسازی فردی توانا و خوش‌ذوق شناخته می‌شد اما آثارش چندان اصیل و الهام‌بخش نبود. وی امیدوار بود که به‌عنوان آهنگساز اپرا سرشناس شود ولی بیشتر به‌خاطر ساخته‌های کلیسایی‌اش شناخته شد. کتاب‌های او در زمینهٔ تئوری موسیقی تأثیرگذار بودند و سال‌ها مورد استفاده قرار گرفتند.

## زندگی‌نامه

### سال‌های اولیه
دوبوآ در مارن، روستایی در نزدیکی رنس به دنیا آمد. خانوادهٔ او به حرفهٔ موسیقی آشنایی نداشتند، پدرش سبدساز بود و پدربزرگش معلم مدرسه بود. مادر وی سلین دوبوآ (با نام خانوادگی شاربونیه)، شغل و حرفه‌ای نداشت و بیشتر وقت خود را صرف تربیت تئودور جوان می‌کرد. تئودور پیانو را نزد لوئی فانارت رهبر گروه کر کلیسای جامع رنس آموخت. دوبوآ در سال ۱۸۵۴ به واسطهٔ تماس‌های اساتید موسیقی، در کنسرواتوار پاریس به سرپرستی دانیل اوبر پذیرفته شد. وی در این کنسرواتوار پیانو را نزد آنتوان فرانسوا مارمونتل، ارگ با فرانسوا بنوا، هارمونی با فرانسوا بازن و کنترپوان و آهنگسازی را نزد آمبرواز توما آموخت. دوبوآ در حالی که دانشجو بود، در کلیساهای لزنولید (از ۱۸۵۵) و سنت کلوتیلد (از ۱۸۵۸) مشغول به کار شد. او که پی‌درپی جوایز اولِ مسابقات برای هارمونی، فوگ‌نویسی و ارگ به‌دست می‌آورد، سرانجام در سال ۱۸۶۱، جایزهٔ اول موسیقی فرانسه (جایزه بزرگ رم) را به‌دست آورد.

### سفر به رم
دریافت جایزهٔ بزرگ رم، به دوبوآ این امکان را داد تا در «آکادمی فرانسه» در شهر رم واقع در مجموعهٔ ویلا مدیچی، با اخذ یارانه به تحصیل ادامه دهد. او از سال ۱۸۶۱ در آنجا اقامت گزید و با بسیاری از دانشجویان مانند ژول ماسنه آشنا شد. وی در هنگام تحصیل از بناهای ناریخی رم و حومهٔ آن بازدید کرد و در اجراهای موسیقی کلیسای سیستین مشارکت داشت. وی همچنین به شهرهای ناپل، پمپئی، ونیز، ورونا، منتووا، میلان و فلورانس سفر کرد. او برداشت‌های خود از این دیدارها و سفرها را با ساخت یک اورتور در سبک کلاسیک با شیوهٔ اپرا بوفا و اپرا سریا ارایه داد که در نهایت به خلق یک مس بزرگ (مراسم عشاء ربانی) انجامید. او در طول اقامت خود در رم با نوازندگان برجسته‌ای از جمله فرانتس لیست ملاقات کرد و  لیست که قطعۀ «عشای ربانی» را شنیده بود، تئودور جوان را تشویق کرد.

### بازگشت به پاریس
دوبوآ در سال ۱۸۶۶، به پاریس بازگشت و به‌عنوان کاپل‌مایستر در «کلیسای سنت کلوتیلد» منصوب شد، جایی که گروه کر تحت سرپرستی وی قطعهٔ «هفت کلام آخرِ مسیح» را در روز «جمعهٔ خوب» (۱۸۶۷) اجرا کردند و سپس در «کنسرت‌های مردمی» و بسیاری از کلیساهای دیگر تکرار شد.
در سال ۱۸۷۱، هنگامی که کامی سن-سانس «انجمن ملی موسیقی رومن بوسین» را تأسیس کرد، دوبوآ به همراه آنری دوپارک، گابریل فوره و سزار فرانک از اعضای مؤسس آن بودند. در همان سال وی به‌عنوان سرپرست «گروه کر» کلیسای لمدلن منصوب شد. او در طول جنگ فرانسه و پروس (۷۱–۱۸۷۰) به گارد ملی پیوست، هیوگ ایمبرت (زندگی‌نامه‌نویس دوبوآ) می‌گوید: «او و سن-سانس در لباس نظامی اغلب در کلیسای لمدلن با هم ملاقات می‌کردند، یکی برای رهبری گروه کر و دیگری برای نواختن ارگ». سرانجام هر دو مرد از آخرین روزهای خونین کمون پاریس (۱۸۷۱) گریختند، سن-سانس به انگلستان بازگشت و دوبوآ به خانوادۀ خود در شهر روسنی پیوست.
دوبوآ در سال ۱۸۷۱، به‌عنوان استاد هارمونی، به عضویت هیئت علمی کنسرواتوار پاریس درآمد و جانشین آنتوان الوارت شد. او این پست را به مدت ۲۰ سال حفظ کرد؛ شاگردان وی در کلاس‌های آهنگسازی و هارمونی افرادی چون پل دوکا، جورجه انسکو، آلبریک مگنارد، فلوران اشمیت و بسیاری دیگر بودند. در ماه اوت ۱۸۷۲، دوبوآ با نوازندهٔ پیانو ژان دوویناژ (۱۹۲۲–۱۸۴۳) ازدواج کرد (پدر وی رهبر ارکستر شرکت «اپرا-کامیک» در پاریس بود). ازدواج تئودور و ژان، مادام‌العمر و سعادت‌مندانه بود و آنها دو فرزند داشتند.
دوبوآ این جاه‌طلبی را داشت که آهنگساز اپرا شود، او با آنکه موفق شد در سال ۱۸۷۳، اپرای گسل امیر با لیبرتو ژول باربییر و میشل کاره را در تالار قدیمی «تئاتر کلونی» در پاریس اجرا کند، اما نتوانست جای پایی در شرکت‌های بزرگ اپرای پاریس برای خود پیدا کند. دوبوآ در سال ۱۸۷۸ موفق شد برای اثری به نام بهشت گمشده جایزهٔ «مؤسسهٔ رقابتی موسیقی» که توسط شهر پاریس برگزار می‌شد، به‌طور مشترک با بنجامین گدار کسب کند، بهشت گمشده ابتدا با هزینۀ عمومی در نوامبر ۱۸۷۸، و دو بار دیگر در تئاتر دو شاتله، اجرا شد.
در سال ۱۸۷۷، سن-سانس به‌عنوان نوازندهٔ ارگ کلیسای لمدلن بازنشسته شد و دوبوآ جایگزین او شد و فوره نیز به‌عنوان کاپل‌مایستر جانشین دوبوآ شد. در ماه فوریهٔ سال ۱۸۷۹، دوبوآ اپرایی کمدی و تک پرده‌ای با نام نان قهوه‌ای را در یکی از خانه‌های بزرگ پاریس به صحنه برد. «سالنامه تئاتر و موسیقی» این اثر را ساده و دارای «شوخ‌طبعی و مهارت» یافت و گرچه خیلی اصیل ندانست اما با این وجود «بسیار ظریف و با ملودهای عالی» توصیف کرد. در ماه ژوئیهٔ ۱۸۸۰، دوبوآ به‌اتفاق فوره برای شرکت در اجرای اپراهای تنهوزر و استاد خواننده از نورنبرگ اثر ریشارد واگنر به مونیخ سفر کردند. هرچند دوبوآ مانند فوره تحت‌تأثیر موسیقی واگنر قرار گرفته بود، اما اجازه نداد که مانند بسیاری از آهنگسازان فرانسوی دیگر، موسیقی واگنر بر ساخته‌هایش تأثیر بگذارد، اگرچه در بازگشت به پاریس، مطالعه‌ای فشرده در مورد آثار واگنر انجام داد.
دوبوآ هرگز نتوانست اپرایی در سالن برتر اپرای پاریس اجرا کند اما در سال ۱۸۸۳، موفق شد در این سالن باله‌ای در سه پرده به‌نام فراندول با هدایت روسیتا ماوری اجرا کند. «سالنامه تئاتر و موسیقی» دربارهٔ این باله نوشت: یک «موسیقی برجسته با شکلی مالیخولیایی که مانند خورشید جنوب، فقط اندکی گرما و رنگ دارد» و اضافه می‌کند «این اثر اگرچه اصالت و الهام‌بخشیِ برجسته‌ای نداشت ولی به خوبی نوشته شده بود و در کل، حرکات باله مناسب بود». این قطعه مورد استقبال قرار گرفت و بارها در سالن‌های اپرا اجرا شد. دوبوآ در همان سال نشان افتخار لژیون دونور را دریافت کرد.
در سال ۱۸۸۴، دوبوآ با یک اپرای چهار پرده‌ای به‌نام آبن-هامت موفقیت زیادی به‌دست‌ آورد. این اپرا در سالن «تئاتر ایتالیایی» واقع در «میدان دو شاتل» پاریس افتتاح شد و با اشتیاق مورد استقبال قرار گرفت، اما پس از چهار اجرا متوقف شد، زیرا بحران مالی باعث شد که تئاتر تعطیل شود و دوبوآ با مسئولیتِ پرداخت دستمزدهای معوقهٔ خوانندگان، تنها ماند.

### سال‌های پایانی

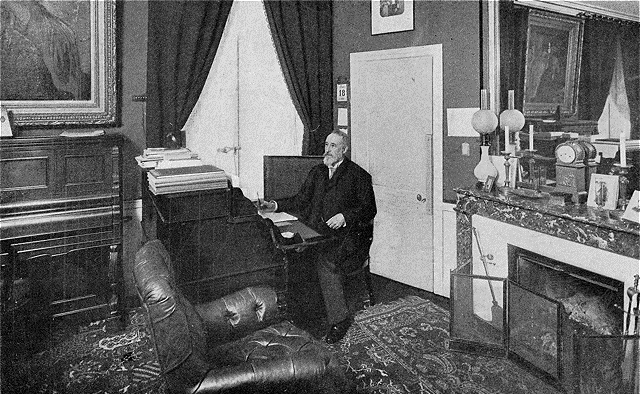
دوبوآ (۱۹۰۵)

در ژانویه ۱۸۹۱، لئو دلیب درگذشت و دوبوآ به‌جای او به‌عنوان استاد آهنگسازی در کنسرواتوار پاریس منصوب شد. همچنین پس از مرگ شارل گونو در سال ۱۸۹۴، دوبوآ به عضویت فرهنگستان هنرهای زیبای فرانسه انتخاب و جانشین وی شد که به گفتهٔ جان پاسلر (زندگی‌نامه‌نویسِ دوبوآ)، بدین‌وسیله «شفافیت و آرمان‌گرایی موسیقی او» به رسمیت شناخته شد.
دوبوآ همیشه نسبت به موریس راول زمانی که دانشجوی کنسرواتوار بود، دشمنی داشت؛ زیرا آثار راول با سیاست‌های ضد مدرنیستی دانشکده مطابقت نداشت. با کلود دبوسی نیز با همین رفتار برخورد می‌شد، به‌طوری که وقتی در سال ۱۹۰۲، اپرای پلئاس و ملیزاند در حال اجرا بود، دوبوآ بی‌درنگ حضورِ دانشجویان در این نمایش را منع کرد.
در ژوئن ۱۹۰۵، پس از یک رسوایی عمومی ناشی از تلاش آشکار دانشکده برای جلوگیری از برنده‌شدنِ راول برای جایزه بزرگ رم، دوبوآ مجبور شد به بازنشستگی زودهنگام خود بپردازد؛ در نتیجه گابریل فوره از طرف دولت فرانسه با دستوری برای مدرن‌کردنِ کنسرواتوار، جانشین دوبوآ شد.
نظرات شخصی دوبوآ نسبت به سیاست‌های کلی کنسرواتوار که او ریاست آن را برعهده داشت، کمتر ارتجاعی بود، به‌عنوان مثال در سال ۱۹۱۴، هنگامی که اپرای پارسیفال اثر ریشارد واگنر با تأخیر در پاریس نمایش داده شد، دوبوآ به همکارش گفته بود که «هیچ موسیقی زیباتر از این نوشته نشده‌است». همچنین وی به‌طور خصوصی مجذوب موسیقی کلود دبوسی با «هارمونی‌های لطیف و ظرافت‌های ارزشمند آن» بود.
دوبوآ پس از بازنشستگی از کنسرواتوار تا سالهای پایانی زندگی‌اش، به‌عنوان چهره‌ای آشنا و پرقدرت در محافل موسیقی پاریس باقی ماند. او رئیس «انجمن فارغ‌التحصیلان کنسرواتوار» بود و ریاست مراسم سالانهٔ جوایز آن را نیز بر عهده داشت. مرگ همسرش در سال ۱۹۲۳، ضربه‌ای بود که او از آن بهبود نیافت و پس از یک بیماری کوتاه‌مدت، در تاریخ ۱۱ ژوئن ۱۹۲۴ (۸۶ سالگی) در خانه‌اش (پاریس) درگذشت.

## موسیقی
کارنامهٔ دوبوآ در آهنگسازی با وجود اینکه آثار مذهبی زیادی نوشت، اما امیدوار بود که در اپرا کار موفقی داشته باشد. شیفتگی او به موضوعات خاور نزدیک منجر به ساخت اولین اثر صحنه‌ای او به‌نام گسل امیر و سپس اولین اپرای چهار پرده‌ای، آبن-هامت شد؛ دوبوآ پیام‌های بسیار خوبی پس از نمایش اپرایش از استقبال عموم دریافت کرد اما جایی در کارنامه معمولی خود به‌دست نیاورد. اپرای بزرگ دیگر او خاویر، نام دارد که به‌عنوان یک «چکامهٔ دراماتیک» توصیف می‌شود؛ داستان در روستایی دور می‌گذرد و پیرامون مادری بیوه می‌چرخد که برای کشتن دخترش «خاویر»، با کمک پدرِ نامزدش نقشه می‌کشد؛ خاویر با کمک یک کشیش از حمله جان سالم به در می‌برد و اپرا با یک پایان خوش و معمولی به پایان می‌رسد.
آثار دوبوآ همچنین شامل باله، اوراتوریو و سه سمفونی است. شناخته‌شده‌ترین اثر او اوراتوریوی «هفت کلام آخرِ مسیح» (۱۸۶۷) است که هر از گاهی اجرا می‌شود. توکاتا در سل ماژور (۱۸۸۹) هنوز در رپرتوار ارگانیست‌ها باقی مانده‌است. بقیه آثار بزرگ او تقریباً به‌طور کامل ناپدید و از دسترس خارج شده‌است. او با تألیف کتاب‌های هارمونی و کنترپوان و فوگ، تأثیر ماندگاری در تدریس داشته‌است که امروزه نیز گاهی اوقات از آن استفاده می‌شود.

## یادداشت
1. ↑  Célinie Dubois
2. ↑  Charbonnier
3. ↑  Louis Fanart
4. ↑  François Bazin
5. ↑  LouisSainte-Clotilde
6. ↑  Villa Medici
7. ↑  Les Sept paroles du Christ
8. ↑  Société nationale de musique
9. ↑  Hugues Imbert
10. ↑  Rosnay, Vendée
11. ↑  Albéric Magnard
12. ↑   Jeanne Duvinage
13. ↑  Opéra-Comique
14. ↑   La Guzla de l'Emir
15. ↑  گسل نام نوعی ساز تک‌سیم است.
16. ↑  Théâtre de Cluny
17. ↑  Paradis perdu
18. ↑  Benjamin Godard
19. ↑  Le Pain bis
20. ↑  Les Annales du Théâtre et de la Musique
21. ↑  Die Meistersinger von Nürnberg
22. ↑  La Farandole
23. ↑  Aben-Hamet
24. ↑  Place du Châtelet
25. ↑  Jann Pasler
26. ↑  Xavière